# سید روح‌الله موسوی
سید روح‌الله موسوی بیدلی نماینده مردم حوزه انتخابیه لردگان، خانمیرزا و فلارد در دوره دوازدهم مجلس شورای اسلامی است. وی با کسب ۵۶۸۰۰ رأی برگزیده شد.